# ワイヤーオレンジ
株式会社ワイヤーオレンジは、徳島県徳島市に本社を置く出版社。

## 概要
株式会社あわわにてあわわの編集長を務めた原田剛が独立して2001年（平成13年）5月5日に会社設立。同年9月14日に徳島県の月刊育児情報誌「ワイヤーママ」を創刊。 
同誌は2005年の三重県版フランチャイズスタートを皮切りに、神戸版、熊本版、姉妹誌としての福岡版（リトル・ママ新聞）などのネットワークが存在する。
雑誌以外に、おむつ寿司も大ヒットさせる。
2017年にワイヤーオレンジの全事業をあわわに譲渡し原田は全国ワイヤーママグループ・アドバイザーの立場となる
。

## かつての発行物
- ワイヤーママ

等